# Святогор (комбинат)
АО «Святогор» (Красноуральский медеплавильный комбинат в 1957—1992 годах) — градообразующее предприятие города Красноуральска Свердловской области, созданное в 1931 году.

## История создания
В 1930—1940-е годы
6 марта 1925 Совет Труда и Обороны СССР приняло решение о строительстве медеплавильного завода на базе Богомоловского меднорудного месторождения с проектной мощностью 10 тыс. тонн меди в год, а после корректировалось до 20 тыс. тонн меди в год. Медеплавильный комбинат строили по проекту Бюро Уиллера (США) в течение трёх лет. Начальником стройки комбината и первым его директором был Сергей Платонович Устинов (1895—26.02.1938). В 1929 году строительство было объявлено ударной стройкой первой пятилетки. Оборудование поставлялось из США, Англии, Франции. На строительстве были задействованы 10 тыс. лесорубов, более 1 тыс. лошадей и один трактор «Фордзон». В 1929 году директор С. П. Устинов, механик обогатительной фабрики Семен Ознобишин, и горняк Петр Букин были направлены в служебную командировку в США для прохождении практики на американских рудниках и обогатительных фабриках. В октябре 1930 года запущена первая в СССР обогатительная фабрика, основанная на технологии обогащения бедных по содержанию меди руд — флотации. Запуском руководил американский инженер-обогатитель Генри Каант. 4 сентября 1931 года была получена первая черновая медь, были переработаны медные штейны в 40-тонных конвертерах. В 40-тонном конвертере медь варил Абдурахман Шаратфутдинов, один из первостроителей комбината, кавалер орденов Ленина и Трудового Красного Знамени. Государственная комиссия приняла комбинат 1 января 1932 года. Впервые в отечественной практике на комбинате внедрялись новые системы разработки рудных месторождений, флотационное обогащение бедных
медно-колчеданных и медно-цинковых руд с селективным разделением продуктов обогащения, получение черновой меди по схеме отражательной плавки обоженной шихты с утилизацией тепла в котлах утилизаторах, переработка медных штейнов в 40-тонных конвертерах. Красноуральский комбинат в 1932 году произвел больше меди, чем все медеплавильные заводы СССР в 1930 году. В 1933 году установлены шесть печей. В 1936 году проектная мощность по выплавке меди была превышена на 10 % и достигла 22,44 тыс. тонн, а в 1941 году мощность удвоилась, была освоена технология отражательной плавки и конвертирования медных штейнов с использованием в качестве флюсов золотосодержащих кварцевых руд. При обогащении извлекали 85-88 % меди, удельный проплав при отражательной плавке достиг 4,8 т/кв. м. в сутки. Были построены новые рудники на разведанных месторождениях: Кушайском, Андреевском, Чернушинском, Кабанском, Ольховском, Чадарском, Волковском. В апреле 1939 года забойщик Красногвардейского рудника Александр Баталов был награждён орденом Ленина.
В 1941—1945 годы
В июне 1941 года Красноуральский медеплавильный завод победил во Всесоюзном социалистическом соревновании. В августе 1941 года по заданию правительства был построен оборонный цех, было организовано производство боеголовок к снарядам для «Катюш». В декабре 1941 году запущен первый в стране химический завод по производству серной кислоты контактным методом из отходящих газов медеплавильного производства. Серная кислота служила сырьем для изготовления взрывчатых веществ. В 1942 году запущено производство аккумуляторной кислоты. В 1942 году на отражательных печах установлены горелки позволяющие увеличить производительность печей до 4,34 т/м² пода печи в сутки. В мае 1945 года запущено производство реактивной серной кислоты мощностью 1,5 тыс. т в год. В 1945 году запущено производство кристаллического сульфита натрия, сырьем был сернистый газ металлургического цеха и кальцинированная сода. В фонд обороны красноуральцы перечислили свыше 27 млн рублей, — на эти деньги было построено авиасоединение «Красноуральск», самолеты «Красноуральский ремесленник» и «Советский медник». В военные годы был внедрен метод многоперфораторного обуривания забоев Иллариона Янкина, которому в 1942 году присуждена Государственная премия СССР, на комбинате зародилось янкинское движение.
В 1945—1999 годы
Плавка горячих обоженных концентратов позволило иметь более высокую производительность отражательных печей по сравнению с переработкой сырых концентратов. В 1951 году работникам Т. А. Рыбаковой, А. Г. Широкову, А. А. Ярусову, И. С. Елисееву, Н. С. Горскому, И. П. Иванову, Л. А. Ларионову, Ф. П. Постникову, Л. Д. Кислякову за разработку и внедрение скоростных методов флотации медно-цинковых руд и отражательной плавки присуждена Государственная премия СССР. 30 июля 1957 года образован Красноуральский медеплавильный комбинат на основе Красноуральского рудоуправления, химического завода и медеплавильного завода, позднее вошли рудник имени 3-го Интернационала и Турьинский медный рудник. Руководителем комбината был назначен Георгий Байдерин. В 1960—1977 годах комбинат возглавлял Александр Поплаухин, при нём начато строительство нового сернокислотного комплекса и строительство объектов Волковского месторождения.
В феврале 1964 года запущен новый суперфосфатный цех, выпущена первая партия двойного гранулированного суперфосфата.
30 декабря 1992 года Красноуральский медеплавильный комбинат преобразован в Открытое Акционерное Общество «Святогор».
С 1999 года
С ноября 1999 года «Святогор» работает в составе Уральской горно-металлургической компании. В январе 2000 года запущен цех по производству строительного кирпича. В октябре 2004 года начато строительство, а 5 сентября 2006 года сдан Северный медно-цинковый рудник (СМЦР). Первым разрабатываемым месторождением стал Тарньер. В июле 2008 года начало освоения Шемурского месторождения медно-колчеданных руд Северного медно-цинкового рудника, а первая руда Шемура на обогатительную фабрику «Святогора» поступила в октябре 2010 года. В феврале 2009 года сертифицирована система менеджмента промышленной безопасности и охраны труда по OHSAS 18001:2007. 6 августа 2010 года начало горно-капитальных работ на Северо-Западном участке Волковского месторождения медно-железо-ванадиевых руд (вторая очередь). В июне 2012 года сертифицирована система менеджмента качества по МС ISO 9001:2008. В марте 2014 года завершена отработка открытым способом Тарньерского карьера Северного медно-цинкового рудника, отгрузив за 9 лет 5,5 млн тонн медно-цинковой руды. В июле 2023 года вышел из состава УГМК.

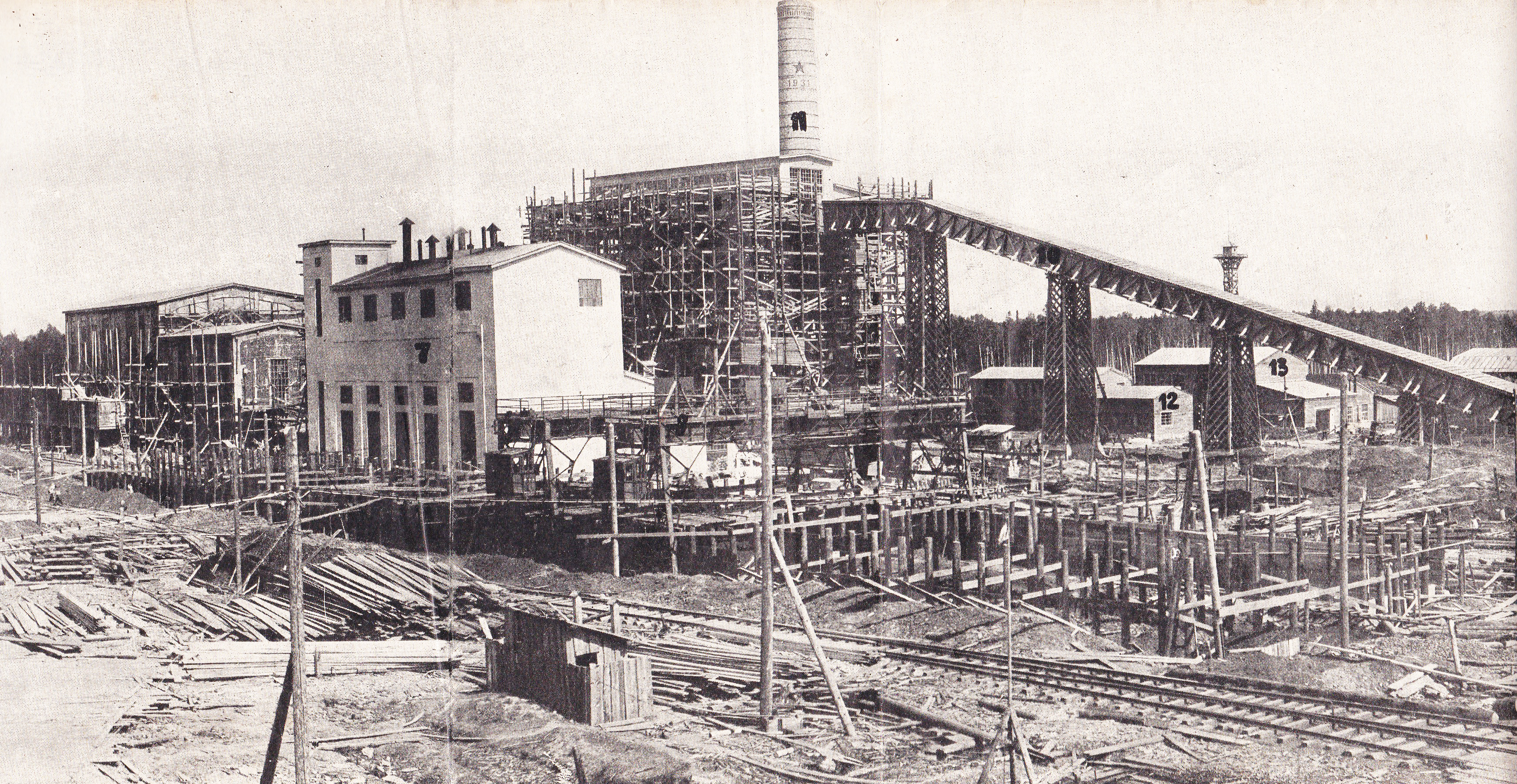
Вид на завод в 1930-х годах
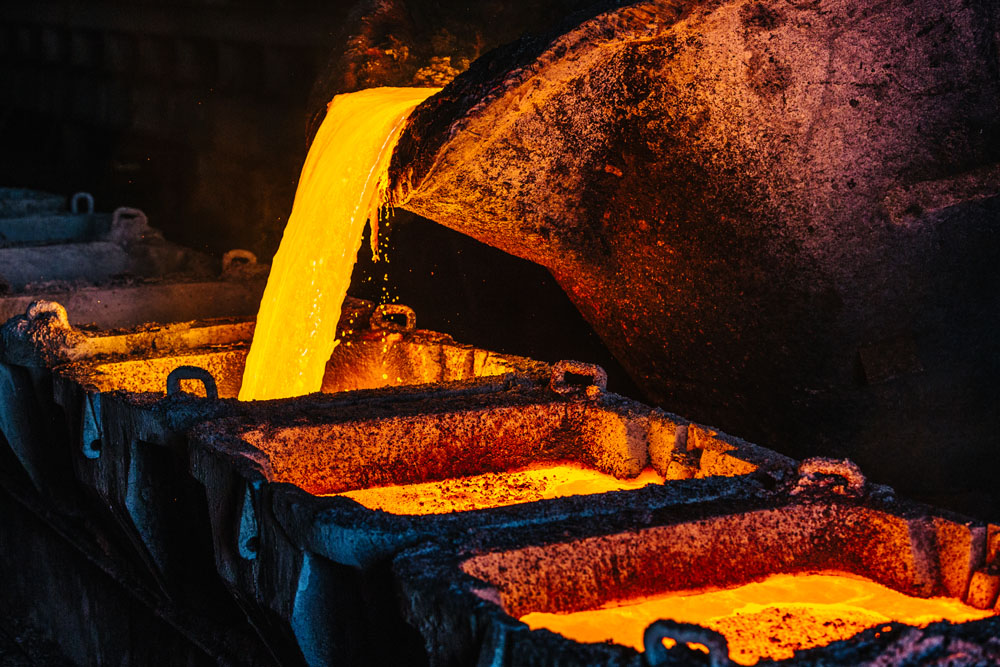
Разливка черновой меди
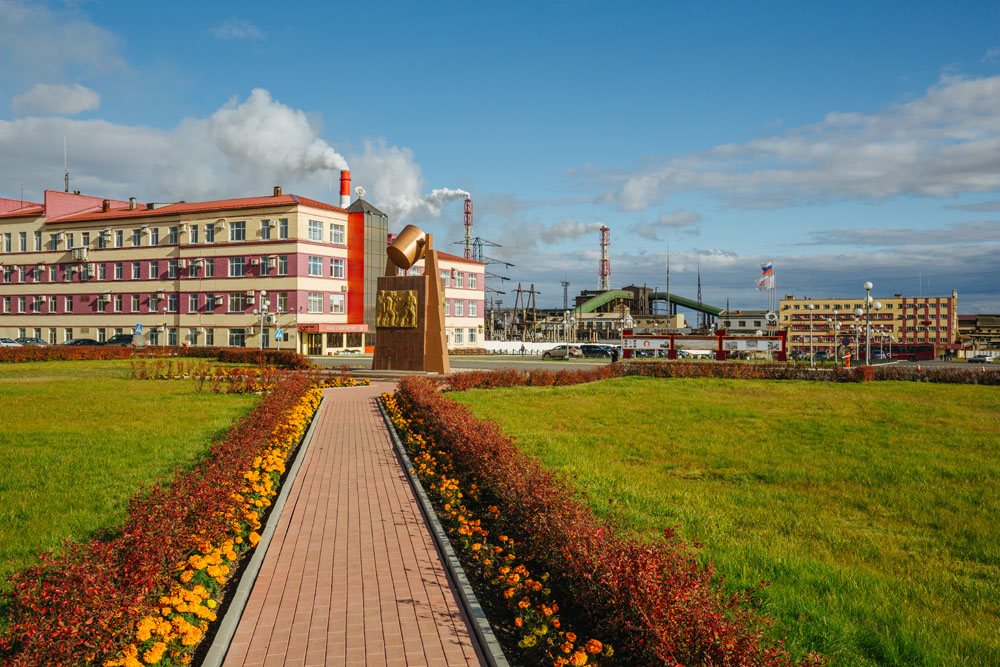
Здание заводоуправления
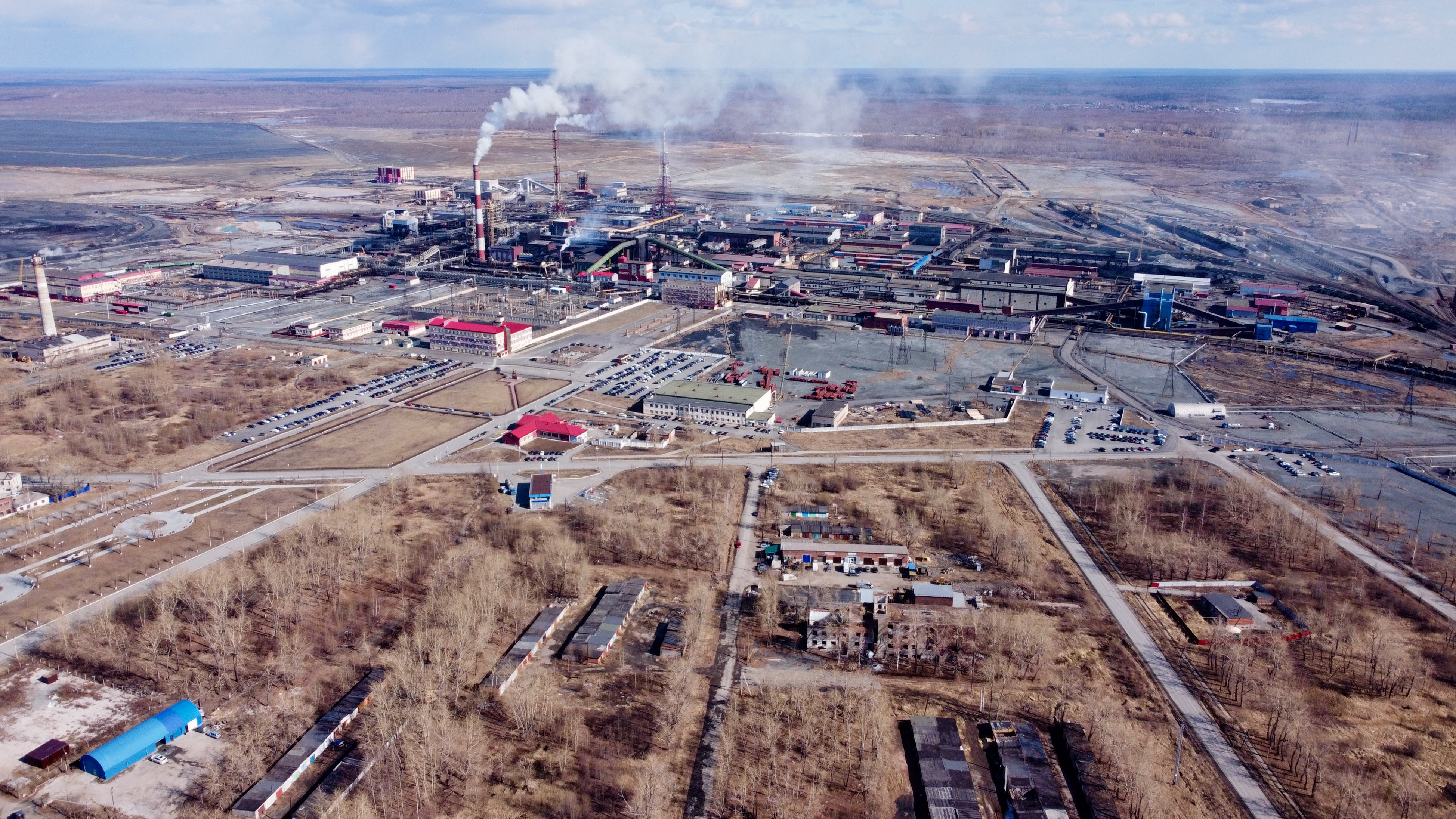
Вид с высоты

## Награды
Заслуги коллектива завода неоднократно были отмечены:
- 1971 — Постановлением Совета Министров РСФСР «За вклад в социалистическое строительство и в связи с 40-летием со дня пуска предприятия в эксплуатацию» комбинату присвоено имя Серго Орджоникидзе;
- 1982 — орден Трудового Красного Знамени, на торжественном собрании присутствовал депутат Верховного Совета СССР, первый секретарь обкома партии Борис Ельцин.